# Фишер, Эми
Эми Элизабет Фишер (англ. Amy Elizabeth Fisher; род. 21 августа 1974) — американка, получившая широкую известность как «лонг-айлендская Лолита». В 1992 году, в возрасте 17 лет, она выстрелила и тяжело ранила Мэри Джо Буттафуоко — жену своего любовника Джоуи Буттафуоко. Фишер была обвинена в попытке убийства первой степени, признала себя виновной в нападении при отягчающих обстоятельствах первой степени и была приговорена к 15 годам тюремного заключения. После досрочного выхода из тюрьмы в 1999 году Фишер стала журналисткой и писательницей, а с 2007 по 2012 год — порноактрисой.

## Биография

### Ранняя жизнь и тюремное заключение
Эми Фишер родилась в Меррике (штат Нью-Йорк) в семье Эллиота и Розиэнн Фишер. Её отец был евреем, а мать итало-американкой. В 16 лет, будучи ученицей старшей школы Кеннеди в Беллморе, Фишер начала сексуальные отношения с 35-летним Джоуи Буттафуоко. Эта связь началась после того, как Эми разбила машину своих родителей и обратилась к Буттафуоко, владельцу автомастерской, чтобы тот починил машину, а её родители ничего не узнали.
В мае 1992 года 17-летняя Фишер приехала к дому своего любовника в Массапекуа. Когда дверь открыла жена Джоуи Мэри Джо, Фишер притворилась своей (несуществующей) старшей сестрой Энн Мэри и рассказала Мэри Джо, что у её мужа роман с её младшей сестрой, а в доказательство этого показала футболку с логотипом автомастерской Джоуи. Когда же Мэри Джо развернулась, чтобы уйти обратно в дом, Фишер выстрелила ей в голову и покинула место преступления.
23 сентября 1992 года Фишер были предъявлены обвинения в попытке убийства, но позже она заключила сделку с прокурором и признала себя виновной в нападении при отягчающих обстоятельствах первой степени. 2 декабря 1992 года она была приговорена от 5 до 15 лет тюремного заключения. В тюрьме Эми провела почти семь лет и в мае 1999 года, после того как судья Верховного суда Айра Векснер приняла во внимание её признание вины, была досрочно выпущена.
На основании подписанных чеков из гостиниц, датированных до 17-летия Фишер, Джоуи Буттафуоко были предъявлены обвинения в растлении. Он признал свою вину в октябре 1993 года и провёл четыре месяца в тюрьме.

### После выхода из тюрьмы
После выхода из тюрьмы Фишер стала колумнисткой в Long Island Press. Она написала автобиографическую книгу «If I Knew Then…», выпущенную в 2004 году. В 2003 году Эми вышла замуж за Луиса Беллера и в этом браке у пары родилось трое детей. В марте 2008 года работала на канале truTV комментатором программы The Smoking Gun Presents: World's Dumbest..., в которой рассматривались эпизоды, снятые на камеры, когда люди делали или говорили глупые вещи.

### Воссоединение Фишер и Буттафуоко
В 2006 году Фишер и Мэри Джо приняли участие в программе Entertainment Tonight и её спин-оффе The Insider. В них Эми рассказала, что хотела бы излечиться[прояснить] и двигаться дальше. Однако спустя два года в одном из интервью она заявила, что «не сочувствует Мэри Джо». Встреча же Эми и Джоуи впервые произошла в 2006 году, когда они приняли участие во вбрасывании монеты на Кубке легенд (англ. Legends Cup).
13 мая 2007 года New York Post в одной из своих статей написал, что Фишер и Буттафуоко видели вместе в Центральном парке и высказали идею, что это будет хороший сюжет для реалити-шоу.
В конце 2007 года порностудия Red Light District Video выпустила частное видео Эми Фишер и её бывшего мужа Луи Беллера. Впоследствии Фишер сама стала сниматься в порнографических фильмах.

## Книги и фильмы

### Книги, написанные Эми Фишер
- Fisher, Amy & Robbie Woliver (2004). If I Knew Then. iUniverse. ISBN 0-595-32445-2.
- Fisher, Amy with Sheila Weller (1994). Amy Fisher: My Story (reprint edition). ISBN 0-671-86559-5. (Originally published by Pocket Books in 1993; ISBN 0-671-86558-7.)

### Книги об Эми Фишер
- Dominguez, Pier (2001). Amy Fisher: Anatomy of a Scandal: The Myth, the Media and the Truth Behind the Long Island Lolita Story. Writers Club Press. ISBN 0-595-18417-0.
- Eftimiades, Maria (1992). Lethal Lolita: A True Story of Sex, Scandal and Deadly Obsession. St. Martin’s Press. ISBN 0-312-95062-4.

### Фильмы об Эми Фишер
- Amy Fisher: My Story (1992) (TV)
- Casualties of Love: The Amy Fisher Story (1993) (TV)
- The Long Island Lolita Story (1993) (TV)

По словам Алана Болла, история Эми Фишер вдохновила его на написание сценария фильма «Красота по-американски».